# Coelorinchus multispinulosus
Coelorinchus multispinulosus es una especie de pez de la familia Macrouridae en el orden de los Gadiformes.

## Morfología
• Los machos pueden llegar alcanzar los 38 cm de longitud total.

## Hábitat
Es un pez de aguas  subtropicales que vive entre 150-300 m de profundidad.

## Distribución geográfica
Se encuentra desde el sur del Japón hasta el Mar de la China Oriental.